# Lygromma peckorum
Lygromma peckorum är en spindelart som beskrevs av Norman I. Platnick och Mohammad U. Shadab 1976. Lygromma peckorum ingår i släktet Lygromma och familjen Prodidomidae.
Artens utbredningsområde är Colombia. Inga underarter finns listade i Catalogue of Life.